# Jules Crépieux-Jamin
Pour les articles homonymes, voir Crépieux et Jamin.
Jules Crépieux-Jamin, né le 28 décembre 1858 à Arras et mort le 24 octobre 1940 à Rouen, est un expert en écriture et l'un des premiers graphologues français, qui contribua au développement de cette technique. Il fut rendu célèbre par ses livres et le procès de Dreyfus.

## Biographie

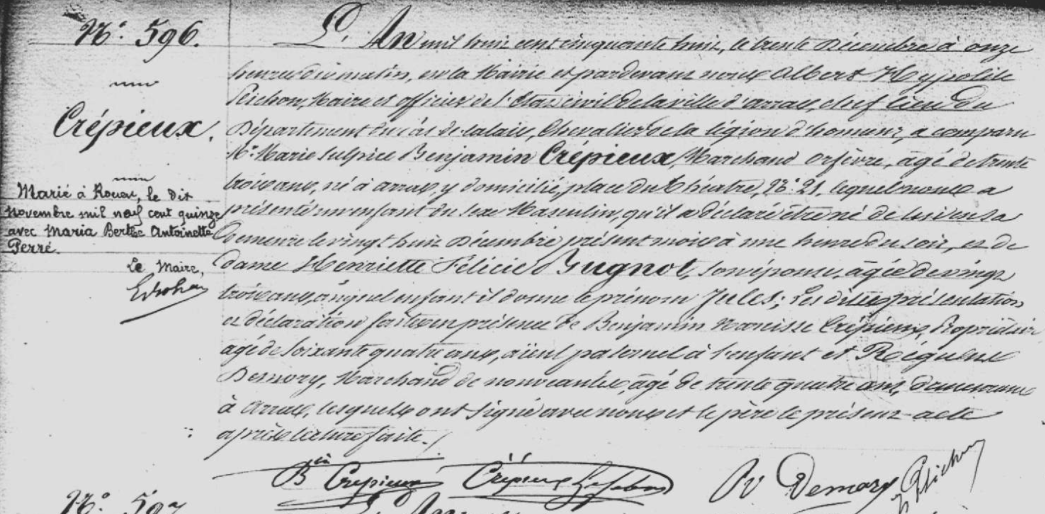
Son acte de naissance (registres numérisés du Pas-de-Calais).

Jules naît le 28 décembre 1858 à Arras. Il est le fils de Benjamin-Marie-Sulpice Crépieux (1825-1896), orfèvre, et d'Henriette-Félicie Bugnot (1835-1904). Après ses études, il devient quelque temps horloger. Mais le développement de l’industrie menaçant ce métier, il se dirige vers la dentisterie et part se former en odontologie à Genève, où il développe les qualités de patience et de minutie. À l'âge de 20 ans, il reçoit le premier grand prix de chronométrie lors d’un concours international en Suisse.
Le 15 septembre 1884, il se marie à Genève avec la fille d'un graveur suisse, Juliette-Antoinette Jamin (1859-1913), dont il accolera le nom au sien, et avec laquelle il aura trois enfants : Julien (né en 1886), Juliette-Valentine (née en 1888) et Jules-Édouard (1900-1989).
En 1888, il est nommé chef de clinique de l’école dentaire de Genève et y obtient le diplôme de chirurgien-dentiste le 20 mai 1889. Sa thèse a pour titre : « L’art d’observer en médecine et de noter ses observations appliquées à la spécialité du dentiste », qui indique déjà la démarche intellectuelle du futur graphologue.
En dehors de son métier, il aime jouer du violon, soigner les abeilles et collectionner les livres. Esprit curieux, il porte de l’intérêt à de nombreux domaines tels que l’horlogerie, la musique, le magnétisme et l’apiculture. Il sera pendant 25 ans le rédacteur-en-chef de la revue L'Apiculture moderne.

### Ses premiers pas en graphologie
À sa mère devenue aveugle, il lit des livres de toutes sortes. C'est ainsi qu'il découvre en 1882 les écrits de l'abbé Michon sur la graphologie, et à partir de là, il développera un intérêt sans cesse croissant pour cette nouvelle discipline. À partir de ses notes, il publie en 1885 (il n'a alors que 27 ans) un petit livre, le Traité pratique de graphologie, qui attira l'attention d'un médecin rouennais, le Dr Paul Helot. Celui-ci l'invite à venir à Rouen, et c'est là qu'il emménage en 1889, y ouvrant un cabinet de dentisterie au pied de la cathédrale (au 65 rue Martainville puis au 14 rue des Carmes).
Cette même année, il publie son second livre : L'Écriture et le Caractère, qui connaîtra un large succès et sera plusieurs fois réédité. Il sera aussitôt traduit en allemand, en espagnol et en anglais. D'autres livres naîtront de sa large collection d'autographes et des observations qu'il en tirera. Dès 1902, il collabore avec le psychologue expérimentaliste Binet, qui se montre intéressé par l’étude scientifique de l’intelligence et qui désire étudier les signes extérieurs et objectifs de l’intelligence dans la graphologie.
De partout (France, Belgique, Luxembourg, Allemagne, Suisse, Roumanie, Grèce, Tchécoslovaquie, Angleterre, Hollande, Danemark, Norvège, Autriche, Italie, Espagne, Portugal…), il reçoit quantité de lettres lui demandant des portraits psychologiques ou son avis sur la compatibilité entre deux fiancés d'après leurs écritures, ou encore de la part d'entreprises pour la sélection professionnelle de candidats.

### L'affaire Dreyfus

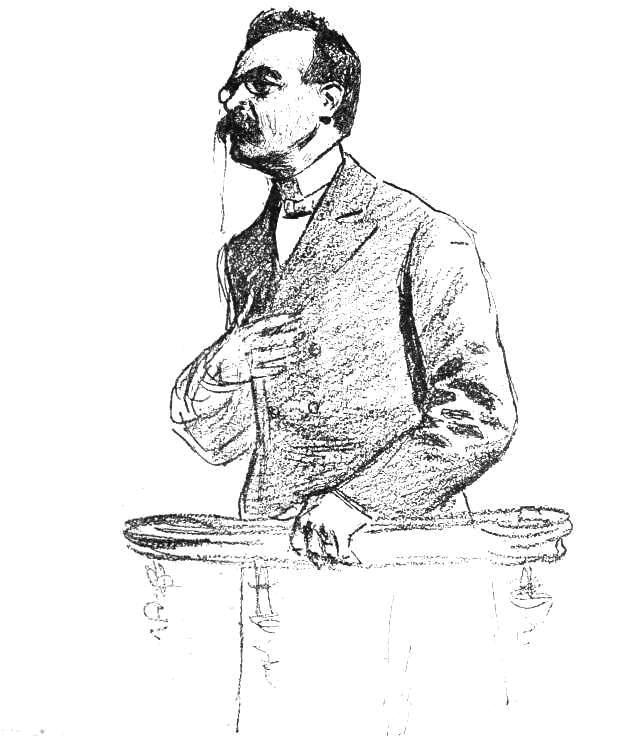
Crépieux-Jamin dessiné par Louis-Rémy Sabattier à la 13^{e} audience du procès Zola (1898).

En 1897, il est mandaté pour participer à l’expertise du « bordereau » dans l’affaire Dreyfus. Dressant d’abord un profil psychologique en défaveur de l’accusé, le graphologue revient sur sa position et affirme que l’auteur du texte compromettant n’est pas Alfred Dreyfus. L'épouse de ce dernier lui écrira : « Je suis heureuse que la graphologie vous ait amené à partager notre conviction et c’est pour moi une grande satisfaction que la pensée que votre nom, votre réputation contribueront à apporter la lumière, à faire rendre à mon pauvre mari l’honneur et l’estime dont il n’a jamais cessé d’être parfaitement digne ».
Son investissement pour l'expertise des écritures lui permet aussi d'attester l'authenticité de la signature de Jeanne d'Arc dans les minutes de son procès.
Mais son implication dans cette affaire ne le laissera pas indemne : en défendant Dreyfus, il subit des pressions et des menaces. Les patients désertent son cabinet de dentiste (il perdra les deux tiers de sa patientèle). En 1912, il est élu président du Congrès national des chirurgiens-dentistes, mais constatant peu à peu que son annulaire droit se luxait, il ne peut plus effectuer d'extractions dentaires. Pendant la Première Guerre mondiale, il vend son cabinet et se consacre alors principalement à la graphologie, publiant d'autres livres et articles sur le sujet.
Crépieux-Jamin est franc-maçon,, antimilitariste et anticlérical. Il est nommé officier d'Académie en 1906 puis officier de l'Instruction publique en 1913. En 1918, il est fait chevalier de l'ordre belge de Léopold II, puis en 1931 chevalier de la Légion d'honneur au titre d'homme de lettres et de conférencier pour « plus de quarante ans de services rendus à la culture française par ses travaux et ses conférences ».
Entre autres activités, il sera président-fondateur de l’Université populaire de Rouen durant 31 ans, vice-président de la Société départementale d’éducation populaire, fondateur de la Ligue des droits de l’homme à Rouen et président du Congrès national des dentistes de France. En 1934, il devient président d'honneur de la Société française de graphologie.
Il meurt en son domicile rouennais (79 rue Martainville) le 24 octobre 1940, à 4 heures du matin. Avec l'occupation allemande, l'événement passe inaperçu. Il repose au cimetière monumental de Rouen. Le président de la Société de graphologie Maurice Delamain lui consacre une biographie en 1942 (éd. Stock).
En 2009, le Cercle graphologique Crépieux-Jamin d'Arras a remis aux archives départementales du Pas-de-Calais le « fonds Jules Crépieux-Jamin » (cotes 79 J 1 à 32) couvrant la période 1763-1977 et comprenant ses documents personnels (diplômes, papiers personnels, correspondance familiale et documents iconographiques) et ses archives graphologiques (analyses graphologiques, correspondance, manuscrits et ouvrages imprimés, coupures de presses relatives à l'affaire Dreyfus).

## Le système Crépieux-Jamin

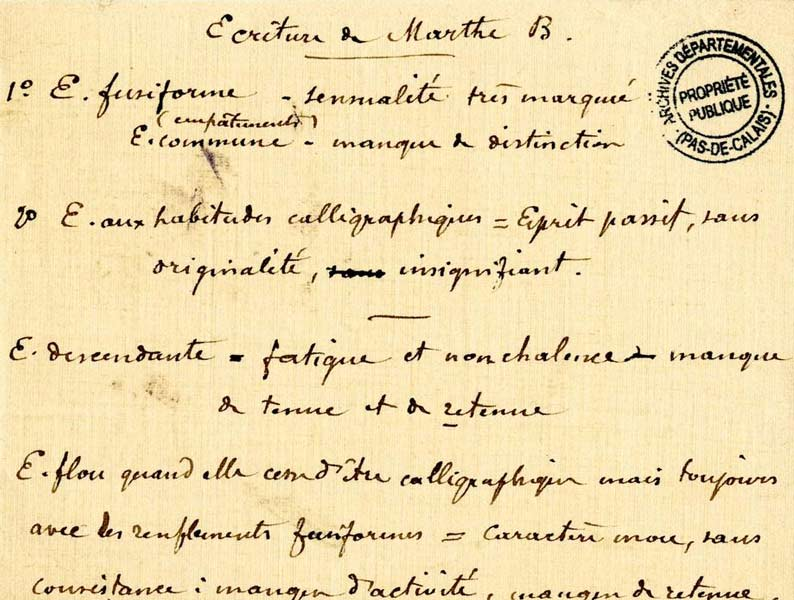
Autographe de Crépieux-Jamin (archives départementales du Pas-de-Calais).

Crépieux-Jamin développera et organisera les intuitions de Michon, afin de les rendre plus scientifiques, voulant corriger le caractère trop analytique, restrictif et subjectif de son prédécesseur. Son mérite fut de développer le vocabulaire graphologique, de proposer une classification des signes graphiques et d'indiquer des pistes d’interprétation psychologique.
Esprit discipliné et remarquablement organisé, il met ainsi au point une méthode pédagogique à caractère scientifique fondée sur l’observation et la précision d’un inventaire technique sérieux des significations des qualités graphiques, étayées par des connaissances de psychologie générale. Il fait alors de la graphologie une science d’observation selon une méthodologie précise, cohérente et scientifique.
Les signes graphiques sont regroupés en genres. Il distingue sept genres (la vitesse, la pression, la forme, la direction, la dimension, la continuité et l'ordonnance) qu'il subdivise en 175 espèces, à leur tour subdivisées en modes. Il considère le caractère d'un individu comme la combinaison entre intellect, moralité et volonté.

Crépieux-Jamin développe aussi le concept de résultantes (combinaison de signes) qui permet de déduire des traits de personnalités à partir d’indices graphiques plus élémentaires, car l’ambition de l’auteur est de saisir un portrait caractériel le plus exhaustif, notamment renseignant sur la qualité du scripteur. En effet, il recherche les signes de supériorité et d’infériorité des individus dans une optique moraliste : les jugements de valeur marquent toute la psychologie de Crépieux-Jamin. Ainsi écrit-il en 1923 un essai sur Les éléments de l’écriture des canailles, c'est-à-dire des « gens de peu de valeur ». Des résultantes possibles (il en existe théoriquement une infinité), il en dégage deux qui lui semblent les plus importantes : l’organisation et l’harmonie. Il les appelle des synthèses d’orientation car elles orientent le diagnostic. Concernant l’organisation de l’écriture, il écrit ceci :
« Une écriture est organisée lorsqu’elle est tracée couramment et correctement.… Dans la multitude infinie des tracés, l’écriture organisée est aisément reconnaissable parce qu’elle est étrangère aux formes grossières, aux non-sens, aux reprises, à la lenteur accentuée, à la confusion, aux fautes d’orthographe lourdes et répétées ; toutefois, malgré ses caractères nets et précis, son acquisition n’est pas à l’abri des régressions. »

— Crépieux-Jamin, ABC de la graphologie, 1930, pp. 51-53.
Et il définit l’harmonie de l’écriture en ces termes :

« L’harmonie de l’écriture est faite de ses proportions heureuses, de sa clarté, de l’accord entre toutes ses parties. Les tracés simples, sobres et aisés, précisent davantage sa valeur. L’harmonie de l’écriture correspond à celle du caractère, c’est la marque de la supériorité. 
Les disproportions, les discordances et les exagérations suffisent, d’autre part, à caractériser l’écriture inharmonieuse, mais ses plus bas étages sont formés avec l’assistance de la confusion, de la complication, et surtout de la grossièreté. 
L’inharmonie de l’écriture révèle l’infériorité du caractère. »

— Crépieux-Jamin, 1930, p. 79
Entre 1903 et 1907, Crépieux-Jamin va collaborer avec le Dr Alfred Binet, qui s’intéresse à tout indice éventuel de l’intelligence humaine. La synthèse de ces expériences sera publiée en 1906 : Les révélations de l'écriture d'après un contrôle scientifique.
Un collaborateur de l’Encyclopédie française constate : « La méthode Crépieux-Jamin a l’avantage de décourager les amateurs et de stimuler ceux qui désirent étudier sérieusement la graphologie qui est à la fois une science et un art hostiles à la vulgarisation ».

## Distinctions
- Officier d'académie (1906)
- Officier de l'Instruction publique (1911)
- Chevalier de l'ordre de Léopold II (1918)
- Chevalier de la Légion d'honneur (décret du 19 janvier 1931). Il est fait chevalier le 20 avril 1931 par Georges Métayer, maire de Rouen.

### Ouvrages de Crépieux-Jamin
- L'art d'observer en médecine et de noter ses observations appliqué à la spécialité du dentiste (1889), thèse inaugurale, Genève, impr. Rivera & Dubois, 43 p.
- Traité pratique de graphologie, Flammarion, Paris, 1947 (rééd.).
- L'écriture et le caractère, Paris, Félix Alcan, coll. « Bibliothèque de philosophie contemporaine » (1889), Paris, PUF, 1951, 441 p.
- Libres propos sur l'expertise en écritures et les leçons de l'affaire Dreyfus (1906), Paris, Alcan.
- Les bases fondamentales de la graphologie et de l'expertise en écritures (1921), Rouen, Lainé, 55 p.
- L'âge et le sexe dans l'écriture (1924), Paris, Adyar.
- Les éléments de l'écriture des canailles (1925), Paris, Flammarion.
- La graphologie en exemples (1898), Paris, Larousse.
- L'ABC de la graphologie (1re éd. en 1929), Paris, PUF, 667 p. Manuel de base de la graphologie encore aujourd'hui.
- Crépieux-Jamin, « L'expertise en écriture et les leçons de l'affaire Dreyfus », in L'Année psychologique, année 1906, vol. 13, no 13, p. 187-229 (DOI 10.3406/psy.1906.1297)

### Études sur Crépieux-Jamin
- « Crépieux-Jamin et la graphologie », in La Nouvelle Revue française no 341, juillet 1942, Gallimard, p. 124.
- Maurice Delamain, Crépieux-Jamin, Stock, 1942. Avec les études du Dr René Monpin, Madeleine Mathieu, Gustave-Eugène Magnat.
- Irène Mainguy, « Jules Crépieux-Jamin (1858-1940) fondateur de la graphologie et franc-maçon », Chroniques d'histoire maçonnique, no 81,‎ janvier 2018, p. 50-59.
- René-Gustave Nobécourt, « Montre-moi comment tu écris, je te dirai qui tu es », Journal de Rouen, no 107,‎ 17 avril 1930, p. 2 (lire en ligne).
- René-Gustave Nobécourt, « Montre-moi comment tu écris, je te dirai qui tu es (suite) », Journal de Rouen, no 111,‎ 21 avril 1930, p. 2 (lire en ligne).
- René-Gustave Nobécourt, « Montre-moi comment tu écris, je te dirai qui tu es (suite) », Journal de Rouen, no 116,‎ 26 avril 1930, p. 2 (lire en ligne).
- P. Joseph Seiler, De Lavater à Michon – Essai sur l’histoire de la graphologie, Éditions universitaires de Fribourg, Suisse, vol. 2, 2000.